# جايسون كينغ (دي جيه)
جايسون كينغ (بالإنجليزية: Jason King)‏ هو مقدم تلفزيوني ودي جيه بريطاني، ولد في 6 يناير 1975 في Tenbury Wells ‏ في المملكة المتحدة.

## وصلات خارجية
- جايسون كينغ على موقع IMDb (الإنجليزية)